# انیسا امانی

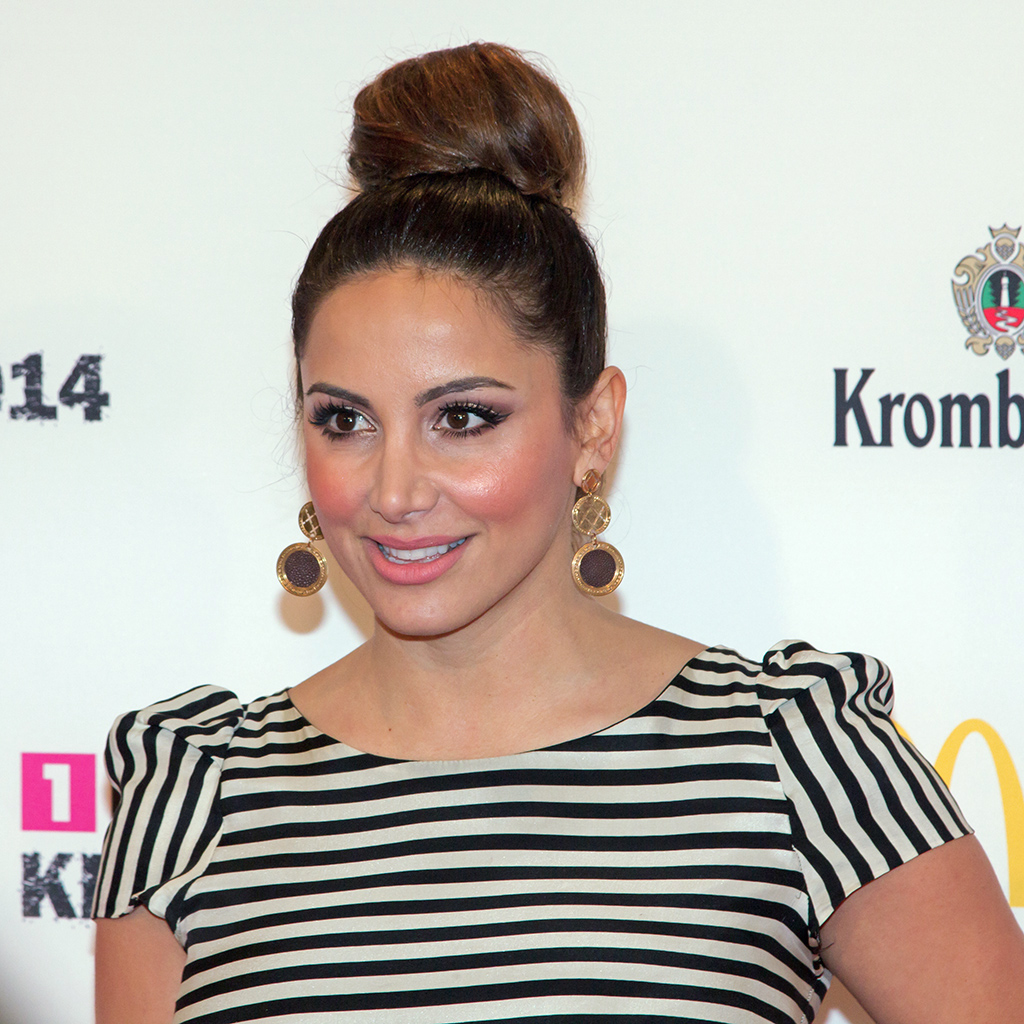
انیسا امانی در سال ۲۰۱۴

انیسا امانی (زادهٔ ۱۷ آذر ۱۳۶۰ در تهران) کمدین، استندآپ کمدین، نویسنده ، صداپیشه و مجری تلویزیونی ایرانی-آلمانی است.  وی داور مهمان فصل اول،مرحله آخر پریشاز گات تلنت بود.

## زندگی و حرفه
شش‌ماهه بود که خانواده اش به کشور آلمان مهاجرت کردند و از آن زمان تاکنون در آلمان زندگی می‌کند. او تا سال ۲۰۲۰ برای دو بار و هر بار یک هفته در ایران سفر کرده‌است. پدرش احمد امانی دانش‌آموخته دانشگاه تهران در رشته ادبیات و علوم انسانی و زندانی سیاسی قبل از انقلاب ایران است و هم‌اکنون در پُست فرودگاه فرانکفورت مشغول به کار است و مادرش نیز دامپزشک بود. انیسا در زمینهٔ رشتهٔ حقوق تحصیل کرده ولی علوم قضایی را رها کرد تا ادبیات بخواند و یک سال هم به عنوان مهماندار هواپیما کار کرد. برنده جایزه بهترین کمدین سال ۲۰۱۵ آلمان در شو تلویزیونی اختصاصی خود بر ایرانی بودنش تأکید دارد. او اولین فردی است در بین زنان و مردان که شبکه پربیننده نت فیلیکس، استنداپ اورا به‌طور اختصاصی و به چندین زبان زنده دنیا پخش می‌کند.

## مناقشات
در آوریل 2019، آنیا روتزل، روزنامه‌نگار، از حضور امانی در اشپیگل آنلاین انتقاد کرد، که در آن او شکایت کرد که گاهی از او به عنوان یک کمدین یاد می‌شود. امانی در خلال مونولوگ روی صحنه خود گفت که می‌خواهد «به نیکاراگوئه مهاجرت کند و پاپایا پرورش دهد» اگر دوباره او را کمدین صدا کنند.روتزل اجرا را که به عنوان یک استندآپ کمدی در نظر گرفته شده بود خنده دار ندید. بنابراین او در انتهای ستون خود نوشت: «فقط برای اینکه در امنیت باشم: کمدین.» امانی سپس روتزل را در اینستاگرام به نژادپرستی متهم کرد و طوفانی را از طرف طرفدارانش علیه روتزل به راه انداخت. رئیس بخش فرهنگ Süddeutsche Zeitung، سونیا زکری، به Deutschlandfunk گفت که از «فقدان طنز شدید امانی» شگفت زده شده است. در سال 2019، امانی، عضو پارلمان ایالتی AfD، آندریاس وینهارت را در رسانه های اجتماعی به دلیل اظهارات نژادپرستانه خود و موارد دیگر فراخواند. به عنوان یک "احمق، حرامزاده و نژادپرست". طبق اظهارات خود او باید برای این کار 1800 یورو جریمه بپردازد. به منظور جلب توجه به این واقعیت که اظهارات وینهارت هیچ عواقبی برای وی نداشت، وی پرداخت نکرد بلکه حکم حبس جایگزین را به مدت 40 روز سپری کرد.

## فیلم شناسی

### سینمایی
| سال  | نام                  | نقش  | کارگردان       |
| ---- | -------------------- | ---- | -------------- |
| 2015 | هشدار برای کبرا 11   |      | چندین کارگردان |
| 2015 | Fack ju Göhte        |      | بورا داغتکین   |
| 2016 | فردا آزادیم          | آسیه | حسین یورسیفی   |
| 2022 | ابر حیوانات لیگ دی‌سی | سبیل | صداپیشه        |

#### تلویزیون
- 2013–2014: StandUpMigrants (EinsPlus)
- 2014: اجلاس طنز (Das Erste)
- 2014: کمدی با کارستن (MDR)
- 2014: کل تلویزیون (Pro7)
- 2015: جایزه بزرگ کمدی RTL (RTL)
- 2015: بیایید برقصیم (RTL)
- 2016: استودیو امانی  (Pro7، 8 قسمت)
- 2016: Nissa - Stories from Life (Pro7، 4 قسمت)
- 2018: Word of Honor (Netflix)
- 2018: سخت اما منصفانه (اولین)
- 2019: کمدین های جهان (نتفلیکس)
- 2020-2021: پرشین گات تلنت (داور مهمان،فصل اول)
- 2022: The Asylum (ZDF، قسمت 71 IRANstalt )
- 2022: Böhmi sizzles (ZDF)

## کتابشناسی
| سال  | نام                          | انتشارات |
| ---- | ---------------------------- | -------- |
| 2018 | بدون کفش پاشنه بلند من نیست. | روولت    |

## جوایز
- 2015: جایزه کمدی آلمانی به عنوان بهترین تازه وارد
- 2019: جایزه زیبایی گلمی برای شخصیت سال 2019
- 2021: جایزه آنلاین Grimme در رده "ویژه" برای برنامه گفتگو The Best Instance [۸]
- 2022:  Recklinghäuser Hurz ، جایزه اصلی "گرگ و بره هرز" [۹]